# Tejime
Il termine Tejime (手締め?), anche detto teuchi (手打ち?), si riferisce ad una modo di applaudire tipico giapponese accompagnato da esclamazioni di entusiasmo e utilizzato alla fine degli incontri tra uomini di affari oppure dopo le cerimonie, come auspicio di un futuro roseo e pacifico. 

## Utilizzo

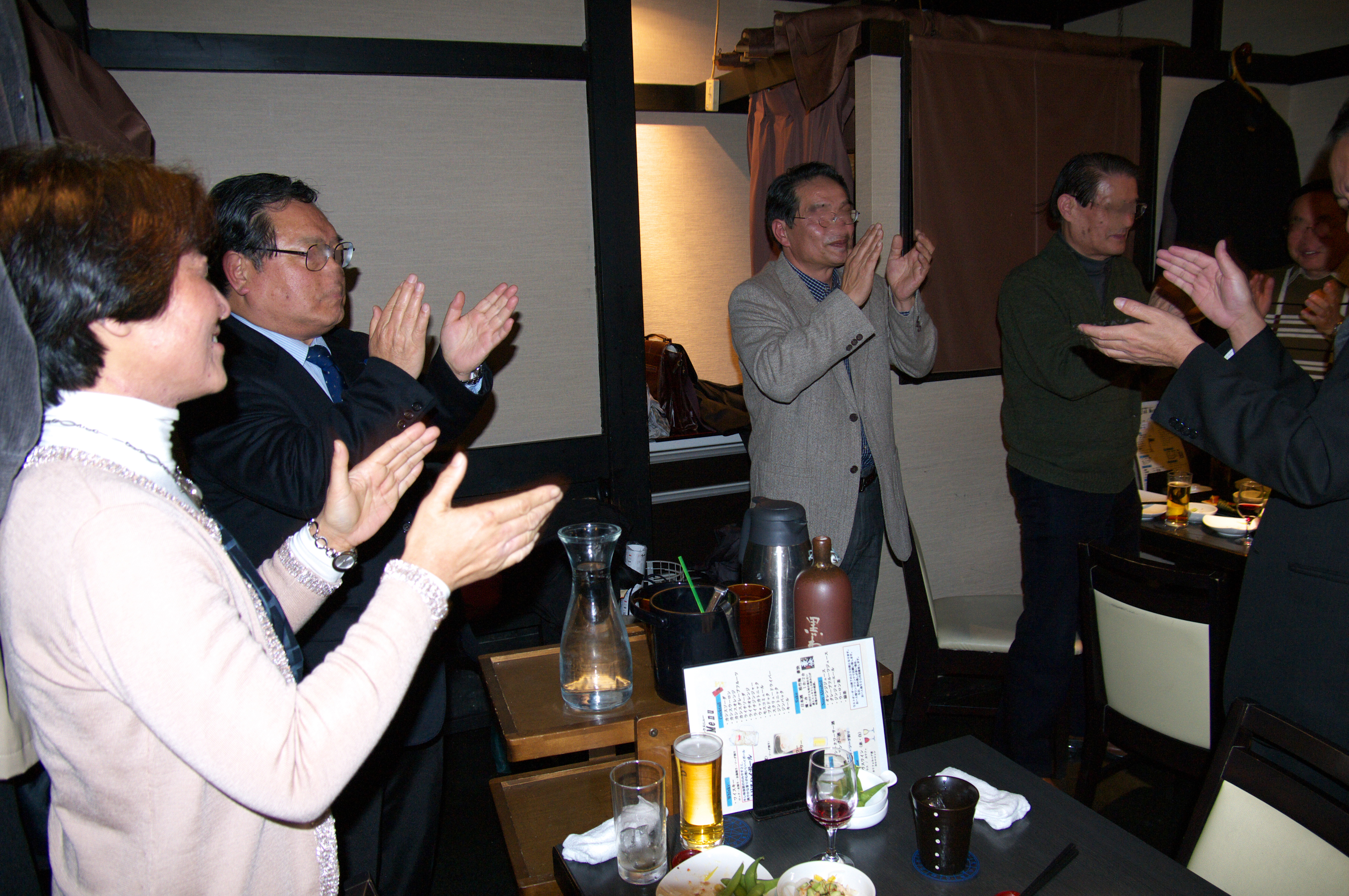
Tejime durante un incontro di ex-allievi

Questa modalità di applaudire era tradizionalmente considerata un modo per ottenere l'attenzione della divinità.
Viene oggi utilizzata oltre che in occasioni ufficiali anche nella semplice conversazione privata, ad esempio per sottolineare il raggiungimento di un accordo tra i presenti.
Prima di iniziare l'applauso, il leader dell'incontro deve pronunciare "ote wo haishaku" (お手を拝借), ed i partecipanti, prima di battere le mani, devono rispondere "iyō'o" (イヨーオ), "yo" (ヨッ) o "mō itchō" (もう一丁) per sincronizzare il tempo.

## I tejime
I tipi principali di applauso sono:
- Itchō-jime  (一丁締め), un singolo battito di mani.

- L'Edo-style tejime:
  - Ippon-jime (一本締め), che consiste in tre serie di tre battiti di mani ed un battito finale singolo (3-3-3-1).
  - Sanbon-jime (三本締め), consistente in tre ippon-jime (3-3-3-1, 3-3-3-1, 3-3-3-1).

Ad esempio, nel caso del sanbon-jime, la cerimonia seguirebbe così:
| - Ote wo haishaku (let. il prestito delle tue mani) - Iyō'o *clap clap clap, clap clap clap, clap clap clap, clap* - Yo *clap clap clap, clap clap clap, clap clap clap, clap* - Yo *clap clap clap, clap clap clap, clap clap clap, clap* - Arigatō gozaimashita (grazie mille) |

Altri tipi di tejimi sono l'Ōsaka-jime (大阪締め) e lo Hakatashu ippon (博多手一本), praticato durante il Hakata-Gion Yamakasa Festival (博多祇園山笠) tenuto a Fukuoka, in luglio.